# 澤西惡魔
澤西惡魔（Jersey Devil）是傳說中的兩足有蹄類飛行生物，身長1至1.8公尺、全身覆蓋黑毛、頭部似馬、以及深紅色的眼睛、蝙蝠般的翅膀。據傳出沒於南紐澤西州的松林泥炭地。

## 傳說
根據某個版本的傳說，18世紀中期松林泥炭地的李茲太太（Mrs. Leeds）產下了第十三個孩子。她對於一再的懷孕感到非常地不悅，於是放聲大喊：「我已厭倦小孩了，就讓魔鬼帶走他吧！」這個人類嬰兒隨即變成了有翼的怪物，吃掉了其他小孩後從煙囪飛了出去，故事依發生時間及怪物的醜惡程度而有所不同。在另一版本中，澤西惡魔僅是被李茲太太監禁在閣樓或是地窖，隨後逃入森林中的小孩（「野孩子」條目中有更多相似的傳說及真實事件）。另有傳說將澤西惡魔的誕生歸諸一個拒絕供給吉普賽人食宿的自私女人，她受到了吉普賽人的詛咒。尚有傳說提到李茲太太本人是個女巫，或是她和英國士兵發生曖昧而被當地居民詛咒。一般認為澤西惡魔的發源地位於松林泥炭地中的一個叫做Shourds House的木屋。那間木屋尚在原址，但只剩下基座的廢墟以及其他殘留的部份。
據說澤西惡魔的同夥有無頭海盜、鬼般的女人、以及人魚。在南新澤西的某些地方有傳言指出澤西惡魔居住在一間除葉劑廠（其存在同樣是個傳言），該廠位於一個被沙與森林包圍的小鎮查茨沃斯附近。
而在南紐澤西州，另一個被當地居民廣為流傳的傳說提到，有一個女人第一次懷胎，她希望這個小孩是完美的。而當他出生後，居然是在當時任何人所見過中最醜陋的嬰兒。母親非常生氣地說：「他不是我兒子，而是惡魔的兒子，願上帝將他歸還給惡魔！」語畢，便將她兒子擲入河中，當場溺斃。傳說那條河現在被惡魔佔據，且據說河床有一塊石頭底下有不明物體會吸取空氣，當人們游經此地時會被吸入石頭底下，到死亡之前都不能離開。當死了以後，屍體才能離開並浮在水面上被其他人所見。

## 接觸
關於澤西惡魔的記述最早可追溯至美國印地安人時代。Lenni Lenape部落稱松林泥炭地為「Popuessing」，意思是「龍之地」。後來瑞士探險家重新命名此地為「Drake Kill 」，即「屠龍」。（Lenni Lenape部落尚稱新澤西某處為「Squankum」，即「惡靈之地」。然而所謂的「惡靈」，可能只是當地孳生的蚊子罷了。）
1840年澤西惡魔被認為是牲畜屠殺事件的兇手，1841年出現類似的攻擊事件以及奇怪的足跡及尖叫，1859年澤西惡魔出現於哈登菲爾德（Haddonfield），1873年冬天布里奇頓（Bridgeton）發生目擊事件而引起恐慌。
據說約瑟夫·波拿巴（拿破侖一世的長兄）在新澤西包登敦（Bordentown）自家莊園中打獵時目擊了澤西惡魔。據稱美國海軍軍官史蒂芬·迪凱特在新澤西的射擊場測試軍武時曾向澤西惡魔射擊，但牠仍毫髮無傷地繼續飛行，把他和在場的觀眾都嚇壞了。
然而1909年一月這段期間是有史以來目擊事件最多最廣的一次，在一月16日至23日這週有數千人宣稱他們看到了澤西惡魔。全國性的報紙皆報導且刊登了目擊者的描述，全州陷入了恐慌狀態。
- 十六日（星期六）— 伍德伯里發生澤西惡魔的目擊事件。

- 十七日（星期日）— 在賓州的布里斯托（Bristol）發生數起目擊事件，隔天在雪地中發現蹄印。

- 十八日（星期一）— 伯靈頓（Burlington）出現了違反邏輯的足跡，有些出現在屋頂上、而有些突然中斷。其他幾個城市也出現相似的足跡。

- 十九日（星期二）— 凌晨兩點三十分，格洛斯特（Gloucester）的尼爾森·伊凡斯（Nelson Evans）夫婦在自家窗外發現澤西惡魔。
  - 以下是伊凡斯先生的描述：「牠大約有三呎半高，牧羊犬般的頭、以及馬的臉孔，頸部很長、翼長約兩呎，後腳像鶴一般，上面有馬蹄。牠用後腳走路，而前腳是舉起來的，我們在看時牠根本沒使用前腳。我和太太都嚇壞了，我告訴你，但我還是設法將窗戶打開說：『咻！』。然後牠轉過身對我們吠，接著就飛走了。」
  - 格洛斯特（Gloucester）的兩個獵人追蹤那看似不可能的足跡達二十哩，那足跡看似跳過籬笆且能擠進八吋以下的裂口。在其他幾個城鎮也有目擊事件。

- 二十日（星期三）— 哈登菲爾德（Haddonfield），科林斯伍德（Collingswood）組成了澤西惡魔搜索隊。他們看到牠往穆尔斯敦的方向飛去，隨後在該地至少有兩人目擊澤西惡魔。

- 二十一日（星期四）— 在哈登高地，澤西惡魔攻擊了一部有軌電車，隨後被驅離。有些城市的有軌電車被武裝警衛保護。有家禽飼主發現死雞。據報在克萊頓（Clayton）澤西惡魔行走在電鐵軌上，無論消息是否屬實，牠並沒有死亡。在大西洋城附近的一個電報員工宣稱他曾向澤西惡魔射擊，並看著牠跛行逃入森林。如果屬實，牠並沒有收斂多少，因為牠的襲擊仍持續進行著。牠經過賓州的費城與新澤西州的西科林斯伍德（West Collingswood），被當地的消防署以水管澆淋。當牠準備要攻擊附近居民時，他把身邊所能找到的任何東西擲向牠，而正當牠正欲出擊時便飛走了。之後他出現在康登（Camden）時傷了一條狗，嚇壞的主人眼睜睜看著那條狗被撕下一塊肉，這是首次有目擊者見到澤西惡魔攻擊活生物。

- 二十二日（星期五）— 目擊事件的最後一天，當時許多城市已經陷入恐慌，公司、學校因此停班停課，然而當天除了零星的目擊之外並沒有其他的攻擊事件。

在這些主要的攻擊及目擊事件以外，在其他許多城鎮也有傳出目擊事件。在1909那恐怖的一周過後，目擊事件大幅度地減少，但仍沒有結束。在1951年的新澤西州吉布斯敦當地少年宣稱看見人形怪物及聽見尖叫聲之後，又引發另一度的恐慌。比較近的一次是1991年新澤西州爱迪生的一個披薩送貨員描述在夜晚遇到了一個白色、像馬一般的生物。直至今日有許多的網站和雜誌（如Weird NJ）紀錄澤西惡魔的目擊報告。

## 描述
以下是目擊者對澤西惡魔所作的描述：
- 「我向德拉威（Delaware）那邊看去，似乎有一隻大鶴自斜向飛過，但牠發出螢火蟲般的光芒。頭像公羊一般，有著蜷曲的犄角，當牠飛行時那粗脖子伸向前。牠有又薄又長的翅膀以及短腿，且前腳比後腳長。」— 賓州布里斯托（Bristol）的E.W. 明斯特，目擊日期1909年1月16日。

- 「牠有三呎高⋯⋯。全身覆滿黑毛、猴子般的前肢、狗般的臉、分開的蹄、以及一呎長的尾巴。」— 新澤西州穆尔斯敦的乔治·斯奈德，目擊日期1909年1月20日。

- 「大體來說，牠活像隻袋鼠⋯⋯。頸子很長。就我所見，牠的面目可憎，翅膀尺寸相當地大，當然，在黑暗中看起來是黑色的。牠的腿很長又有幾分纖細，在飛行時跟天鵝的姿勢一模一樣⋯⋯。看起來約有四呎高。」— 新澤西州哈登高地的路易斯·博格，目擊日期1909年1月21日。

- 「以我所能描述的驚恐，牠有馬一般的頭、蝙蝠般的翅膀、還有老鼠般的尾巴，不過更長。」—霍华德·坎贝尔聲稱他曾在大西洋城附近向澤西惡魔射擊，（詳見上述內容），目擊日期1909年1月21日。

雖然描述並不一致，但有數項特徵相同。一般來說牠有長脖子、翅膀和蹄，以及馬一般的頭和長尾巴。在不同的目擊事件中，牠的身長從三呎至七呎以上不等，使澤西惡魔在數百年的怪物之外，更添增了是其他未發現之物種的可能性。大多數的目擊報告也指出該生物有發光的紅眼，並能發出類似人聲的高音尖叫。

## 起源
澤西惡魔的傳說有數種可能的來源。松林泥炭地正如其名，早期的殖民者皆避開此險惡、荒蕪的地區。這塊貧瘠之地提供了那些不願露面的人一個天然的庇護所，從宗教反對者、效忠派人士、逃犯、到殖民時代的遺兵。這些與世隔絕的人組成了孤立的團體貶稱為「pineys」，有些pineys是聲名狼藉的強盜「Pine Robbers」中的一份子。十九世紀末的世紀交替之期有兩個優生學的研究被提出，使得這些pineys被惡魔化，他們被描述為天生的白痴與罪犯。可以想像，這些關於可怕怪物的傳說是由熊之類的動物、pineys的活動、甚至是對廣闊的貧瘠之地的恐懼所引起的。
作家兼博物學家小汤姆·布朗花了數季的時間住在新澤西松林泥炭地的野地中，根據他的描述，有些徒步旅行者將他誤認為澤西惡魔，尤其在他全身敷滿泥巴以驅趕蚊子的時候。
當然影響最大，同時也是最重要的一點，傳說的起源也來自從歐洲殖民者到現代人與澤西惡魔接觸的證詞。

## 文化影響
1999年科樂美的PlayStation遊戲「澤西惡魔大冒險」中，澤西惡魔是個類似蝙蝠俠的超級英雄，牠被一個瘋狂科學家的助手所發現，當時他正在尋找新的實驗生物。這個澤西惡魔嬰兒逃過了被解剖的命運（因為外表的緣故）並消失在夜色之中，而在數年之後回來打擊瘋狂科學家的蔬菜大軍。
2012年電影《澤西惡魔》以此為題材。

## 資料來源
- The Jersey Devil, by James F. McCloy and Ray Miller, Jr., Middle Atlantic Press. ISBN 0-912608-11-0
- Tales of the Jersey Devil, by Geoffrey Girard., Middle Atlantic Press. ISBN 0-9754419-2-2
- A Natural History of Trees of Eastern and Central North America, by Donald Culross Peattie, pp. 20 – 23.
- The Tracker, by Tom Brown, Jr.

## 外部連結
- The Jersey Devil Fact Sheet(英) — 整理過的澤西惡魔資訊
- The Legend of the Jersey Devil(英)

- "The Jersey Devil （页面存档备份，存于）"(英)
- The Jersey Devil of the Pine Barrens （页面存档备份，存于）(英)
- Weird New Jersey （页面存档备份，存于）(英) — 關於澤西惡魔的雜誌
- NJ Devil Hunters(英) — 一個捕捉澤西惡魔的組織，網站中有從十八世紀到現在的目擊資訊
- The Jersey Devil Club(英) — 澤西惡魔俱樂部是一個由澤西惡魔狂熱份子所組成的網路社區
- South Jersey Tourism Corporation （页面存档备份，存于）(英)
- Jersey Devil video game （页面存档备份，存于）(英) — 澤西惡魔大冒險電子遊戲